# Jean de Béthencourt

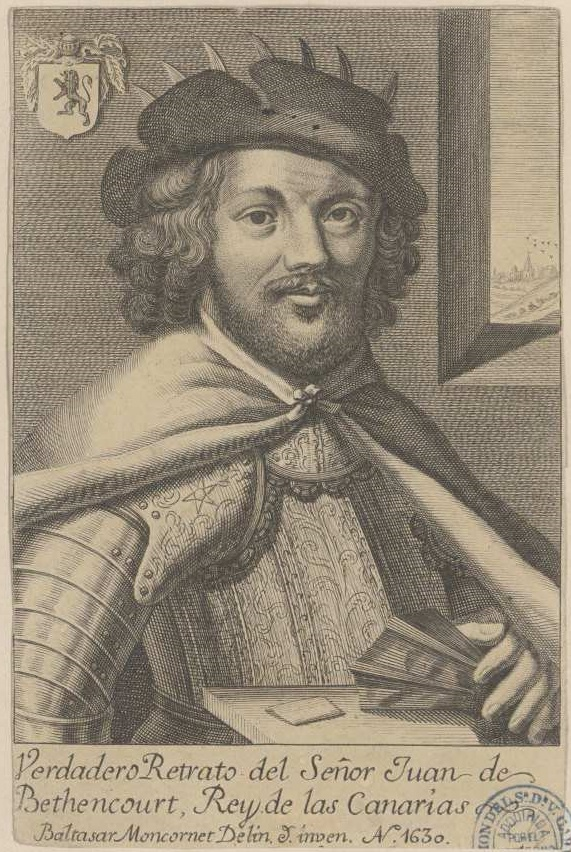
Jean de Béthencourt.

Jean de Béthencourt, född 1362, död 1425, var baron av Saint Martín le Gaillard samt upptäcktsresande från Normandie.
Béthencourt fick genom sin släkting Robin de Braquemon kontakt med Henrik III av Kastilien som gav honom tillstånd att erövra Kanarieöarna. Det militära stödet bistod Gadifer de La Salle med och det ekonomiska stödet kom från den Heliga stolen som utställde bullor som de finansierade expeditionen med.
Han avseglade från La Rochelle den 1 maj 1402 tillsammans Gadifer de La Salle och 280 besättningsmän. De flesta var spanjorer och normander som ville tjäna pengar snabbt. Många av besättningsmännen deserterade dock när de lade till och stannade några veckor i Cádiz i Spanien och efter det återstod endast 53 av den ursprungliga styrkan.
Han landsteg först på den norra sidan på Lanzarote där den fattiga befolkningen inte klarade av att göra motstånd. Han träffade kung Guadarfia som uppmanade honom att avbryta attackerna och i utbyte få ett slott vid Costa del Rubicón.
Attacken mot Fuerteventura slutade i katastrof för Béthencourt då männen gjorde myteri och på grund av brist på mat. Erövringen blev omöjlig att genomföra eftersom pengarna var slut och på grund av interna stridigheter så han fick återvända till Spanien efter fler män och förnödenheter. Under tiden lämnade han Lanzarote i Gadifer de La Salle och Berthin de Benevals händer.
Béthencourt återvände med en besättning som skulle säkerställa en lyckad erövring och en order från motpåven Benedictus III att återställa biskopsskapet i Rubicón. Under tiden hade Gadifer de La Salle slagit tillbaka motståndet från lokalbefolkningen som med kung Guadarfia i spetsen kapitulerade 1404 och konverterade till kristendomen. Efter det påbörjade han erövringen av Fuerteventura med hjälp av befolkningen på Lanzarote men han misslyckades med att inta Gran Canaria och La Palma.
1405 hade han förutom Lanzarote även erövrat Fuerteventura, La Gomera och El Hierro. Han tog öarna i besittning som vasallkung under Henrik III av Kastilien och förde dit spanska nybyggare och hantverkare och försökte omvända ursprungsbefolkningen till kristendomen. Staden Betancuria på Fuerteventura är uppkallad efter honom.
Han utnämndes av påven till ärkebiskop över öarna.
Gadifer de La Salle blev tvingad att lämna öarna sedan han hade krävt makten över dessa inför Kastiliens kung. Béthencourt överlät makten till sin släkting Maciot de Bethencourt och lämnade därefter öarna för att aldrig mer återvända.